# Leggi di maggio
Le leggi di maggio erano regolamenti anti-ebraici promulgati il 15 maggio 1882 dallo zar Alessandro III di Russia. Esse erano descritte come "temporanee" ("Временные правила"), ma rimasero in vigore per più di trent'anni.

## Storia
Le leggi di maggio riflettevano una politica sistematica di discriminazione contro gli ebrei, vietavano agli abitanti ebrei della Russia di vivere in aree rurali e in città con meno di diecimila abitanti, anche all'interno della zona di residenza. Rigide quote erano imposte ai numeri di ebrei ammessi nelle scuole superiori e nelle università, e molte professioni erano dichiarate chiuse agli ebrei. Le leggi rimasero in vigore fino al 1917 e diedero impulso a un'emigrazione di massa. Nel periodo tra il 1881 e il 1920, più di due milioni di ebrei lasciarono l'Impero russo, molti dei quali emigrarono in America.
La legislazione repressiva fu modificata più volte. Nel 1887 le quote relative all'istruzione furono ridotte al 10% all'interno della "zona di residenza", al 5% al di fuori della zona, escluse Mosca e San Pietroburgo, dove furono mantenute al 3%. Per molte città della zona di residenza con una significativa popolazione ebraica, le conseguenze furono scuole mezze vuote e iscrizione vietata per un gran numero di potenziali studenti. Molti studenti non poterono completare la loro educazione nel luogo in cui erano nati.
Molti storici notano la concomitanza di politiche antisemitiche imposte dallo Stato e le ondate di pogrom.
Nel 1889 agli ebrei fu vietata l'ammissione alle associazioni degli avvocati. Una nota di Alessandro posta a margine di un memorandum che sollecitava la riduzione delle pratiche repressive diceva: «Ma non dobbiamo mai dimenticare che gli ebrei hanno crocifisso il nostro Maestro e hanno versato il suo sangue prezioso».
«La proporzione di medici ebrei che lavorano nell'esercito non doveva superare il 5%, mentre qualsiasi avvocato ebreo che voleva diventare membro dell'associazione degli avvocati aveva bisogno del consenso espresso del ministro della giustizia. E alla fine del regno fu revocato il diritto degli ebrei a vendere alcool».

## Espulsione
Nel 1886 un editto di espulsione colpì gli ebrei di Kiev. Nella primavera del 1891 a Mosca ci furono azioni di pulizia etnica contro gli ebrei moscoviti, a parte alcuni considerati utili, e una sinagoga costruita poco prima fu chiusa dalle autorità cittadine guidate dal governatore generale, il granduca Sergej Aleksandrovič di Russia, fratello dello zar. Circa ventimila persone furono espulse, il che provocò condanna internazionale dell'espulsione.
Nel suo discorso al Congresso del 9 dicembre 1891, il presidente Benjamin Harrison disse:

«Questo governo ha avuto fondato motivo di esprimere in uno spirito di amicizia, ma con molta franchezza, al governo dello zar la sua seria preoccupazione causata dalle aspre misure adottate contro gli ebrei»

Nel 1892 nuove misure vietarono la partecipazione degli ebrei alle elezioni locali, nonostante essi fossero presenti in grande quantità in molte città della zona di residenza. I "Regolamenti cittadini ("Городовое положение") del 1892 escludevano gli ebrei dal diritto di eleggere o essere eletti alle Duma municipali. In questo modo fu realizzata una rappresentanza proporzionale inversa: la maggioranza dei contribuenti della città dovevano essere assoggettata alla minoranza, che governava la città contro gli interessi degli ebrei".
L'anno seguente la Legge sui nomi ("Об именах") applicava una sanzione penale a quegli ebrei che cercavano di "adottare nomi cristiani" e imponeva agli ebrei di usare i loro nomi di nascita ("какими они означены в метрических книгах") negli affari, negli scritti, annunci, biglietti da visita ecc.
Nel 1893–1894 alcune aree della Crimea furono tagliate fuori dalla zona di residenza. Alessandro III morì in Crimea il 20 ottobre 1894 e, secondo Simon Dubnow, "mentre il corpo del defunto veniva trasportato in treno a San Pietroburgo, gli stessi binari trasportavano gli esuli ebrei da Jalta alla Zona di Residenza. Il regno di Alessandro III finiva in modo emblematico. Era cominciato con i pogrom e finiva con le espulsioni".
La maggior parte degli emigranti ebrei russi si stabilirono negli Stati Uniti o in Argentina, anche se alcuni fecero aliyah nella terra d'Israele, a quell'epoca provincia dell'Impero ottomano.